# Águeda e Borralha
Águeda e Borralha (llamada oficialmente União das Freguesias de Águeda e Borralha) es una freguesia portuguesa del municipio de Águeda, distrito de Aveiro.

## Historia
Fue creada el 28 de enero de 2013 en aplicación de una resolución de la Asamblea de la República de Portugal promulgada el 16 de enero de 2013 con la unión de las freguesias de Águeda y Borralha, estando situada su sede en la antigua freguesia de Águeda.

## Demografía
| Gráfica de evolución demográfica de Águeda e Borralha entre 2011 y 2021 |
|                                                                         |
| Datos según el nomenclátor publicado por el INE portugués.              |